# Lormarin
Lormarin (en francès Lourmarin) és un municipi francès situat al departament de la Valclusa i a la regió de Provença – Alps – Costa Blava.
Lormarin és una de les localitats més belles de França. La seva silueta es perfila a dalt d'un turó, accentuada pels campanars de la torre, de l'església i del temple i per una infinitat de carrerons que s'enrosquen al voltant del centre urbà. Elegants comerços, galeries i restaurants realcen la bellesa de casa seva plena d'encant, que testimonien la riquesa històrica d'aquesta població. El seu castell, obert durant tot l'any, va ser el primer château renaixentista de la Provença.

## Llocs importants a la població
La casa de Philippe de Gard.

Aquest hôtel particular data del segle XVII i va ser venut al municipi l'any 1902, Philippe de Girard va néixer a Lourmarin l'any 1775. A aquest enginyer mecànic es deuen innombrables invents, entre ells la famosa màquina de filar lli per a la qual va presentar una patent a 1810. Convidat a Polònia pel tsar Alexandre I l'any 1825, Philippe de Girard va instal·lar diverses fàbriques tèxtils a una ciutat que avui porta el seu nom: Zyradow.

La font de la plaça

Declarada monument històric el 1914, data del segle XVII i és la més antiga del poble. El seu broc de ferro servia tant de safareig com d'abeurador per a les ovelles. Tot i l'estretor dels carrers, aquesta font es va construir aprofitant un lleuger eixamplament del camí, que llavors es considerava com una plaça. En la seva prolongació la Place de l'Ormeau porta el nom del majestuós om que adorava Henri Bosco, plantat el 1792 i talat el 1944 a causa d'una malaltia.

La font coberta

Restaurada el 2010 aquesta font data del segle XVI i llueix gravades les inicials del seu escultor. Al costat, es troba un safareig que va estar en ús fins a la fi de la Segona Guerra Mundial. A poca distància flueix un riu anomenat Le Rayet.

El campanar/El Castellas

Aquest campanar d'espadanya acull el rellotge públic del poble i fou construït al segle XVII sobre les restes d'un antic castell, per això també se'l coneix com el Castellas. Era una fortalesa característica de les construccions de l'Edat Mitjana. Alberga una superba campana de bronze de 57 cm d'alçada i 70 cm de diàmetre, realitzada el 1732. És un dels tres campanars de Lormarin juntament amb ell de l'església i el del temple protestant.

L'església parroquial de Saint-André i Saint-Trophime

L'edifici original data del segle XII. La família del senyor D'Agoult Montauban i més tard l'autoritat diocesana, en particular, no van cessar d'ampliar aquesta església entre els segles xvi i XVIII, construint successives capelles al seu interior. El campanar es va edificar el 1839 per competir amb el del temple. En una de les capelles trobem esculpida la figura d'un animal a un lateral de les piles baptismals. Es tracta del símbol de la família D'Agoult, que forma part de l'escut d'armes de Lormarin: un llop rampant alçat sobre les potes.

La <<Fontaine aux trois masques>>

Aquesta font adornada amb grotesques màscares va ser un regal de la Fundació Laurent-Vibert a la localitat i data de 1937. Per a l'escriptor Henri Bosco, aquests caps representaven els elements naturals més importants de la regió: els rius Roine i Durance i el massís del Luberon.

El temple

Lormarin va ser des del segle xv una localitat amb una població majoritàriament protestant (al segle xvii, de 1.300 habitants, només 80 eren catòlics) i els seus llocs de culte eren clandestins, alternant-se entre el camp i el centre urbà. El temple actual és el més gran de Vaucluse i es va construir entre el 1806 i el 1816, amb el finançament dels ajuntaments de Lormarin (l'edifici) i Puyvert (el mobiliari).

El castell

El castell de Lormarin consta de dues parts: Una de l'època medieval (1475-1526) construïda per Foulques III d'Agoult: un pati interior envoltat de tres plantes de galeries d'estil italià i una torre poligonal petita rematada amb merlets. Una altra d'estil renaixentista (1526-1560) construïda pels descendents de Foulques, que el va convertir al primer castell renaixentista de la Provença: tres plantes de grans sales moblades a les quals s'accedeix per una bella escala de cargol de doble hèlix. Restaurat el 1921 per un mecenes, el castell és avui una residència per a joves artistes i un important centre cultural que ofereix concerts, conferències i exposicions durant tot l'any.

La Fruitière Numérique

Creada el 2014 és un espai contemporani que ocupa l'antiga cooperativa de fruita i verdura del poble i que constitueix un autèntic centre de difusió de coneixements digitals; zona de connexió a internet, taller de creació digital <<Fab-lab>>, àrea de seminaris i coworking. Obert a tothom (particulars, empreses, col·legis, associacions, col·lectius...).

## Homes de Lormarin
Robert Laurent Vibert

El 1920, aquest ric hereu de 36 anys catedràtic de Lletres é Història i gran amant de l'art, es va instal·lar a Lormarin. Després de comprar el castell, va començar la seva restauració amb paletes i talladors de pedra del poble, amb la intenció de convertir-lo en una residència artística i cultural de la Provença. Tot i que va morir el 1925, el projecte va tirar endavant gràcies als seus hereus, que van crear la fundació Robert Laurent Vibert, encara en actiu.

Henri Bosco

L'escriptor Bosco va arribar a Lormarin el 1922, a petició del seu amic Robert Laurent Vibert. Tant el poble com el seu castell van ser per a ell una font d'inspiració important. El 1947, va comprar el <<Bastidon>>, habitatge on va acollir els seus amics i interns de la residència del castell. Mort el 1976, està enterrat al cementiri de Lormarin.

Albert Camus

Camus, va descobrir la Provença i Lormarin des d'Algèria gràcies al seu amic Jean Grenier, que havia viscut al castell entre 1930 i 1931 i era alhora amic d'Henri Bosco. Enamorat de la Vaucluse des del 1945, Camus es va instal·lar al poble amb la seva família el 1958. Encara avui perdura la petjada que van deixar la seva personalitat i les seves xerrades i rialles que va compartir amb els seus amics als llocs que més freqüentava, l'estadi de futbol, el castell, el restaurant de l'hotel Ollier... Camus va morir en un accident d'automòbil el 1960 i les seves restes també descansen al cementiri de Lormarin.

## Demografia
| Evolució de la població |       |       |       |       |       |       |       |       |
| 1793                    | 1800  | 1806  | 1821  | 1831  | 1836  | 1841  | 1846  | 1851  |
| 1 406                   | 1 320 | 1 488 | 1 610 | 1 640 | 1 660 | 1 570 | 1 585 | 1 478 |

| 1856  | 1861  | 1866  | 1872  | 1876  | 1881  | 1886 | 1891 | 1896 |
| ----- | ----- | ----- | ----- | ----- | ----- | ---- | ---- | ---- |
| 1 385 | 1 385 | 1 233 | 1 272 | 1 142 | 1 069 | 950  | 948  | 914  |

| 1901 | 1906 | 1911 | 1921 | 1926 | 1931 | 1936 | 1946 | 1954 |
| ---- | ---- | ---- | ---- | ---- | ---- | ---- | ---- | ---- |
| 903  | 834  | 803  | 705  | 688  | 620  | 603  | 626  | 665  |

| 1962 | 1968 | 1975 | 1982 | 1990  | 1999  | 2006  | 2011 | 2016 |
| ---- | ---- | ---- | ---- | ----- | ----- | ----- | ---- | ---- |
| 612  | 615  | 685  | 858  | 1 108 | 1 119 | 1 024 | -    | -    |

| 2019 | - | - | - | - | - | - | - | - |
| ---- | - | - | - | - | - | - | - | - |
| -    | - | - | - | - | - | - | - | - |

## Administració
| Període | Identitat     | Partit        |
| ------- | ------------- | ------------- |
| 2001-   | Blaise Diagne | Divers gauche |

## Agermanaments
- Żyrardów

## Galeria de Fotos

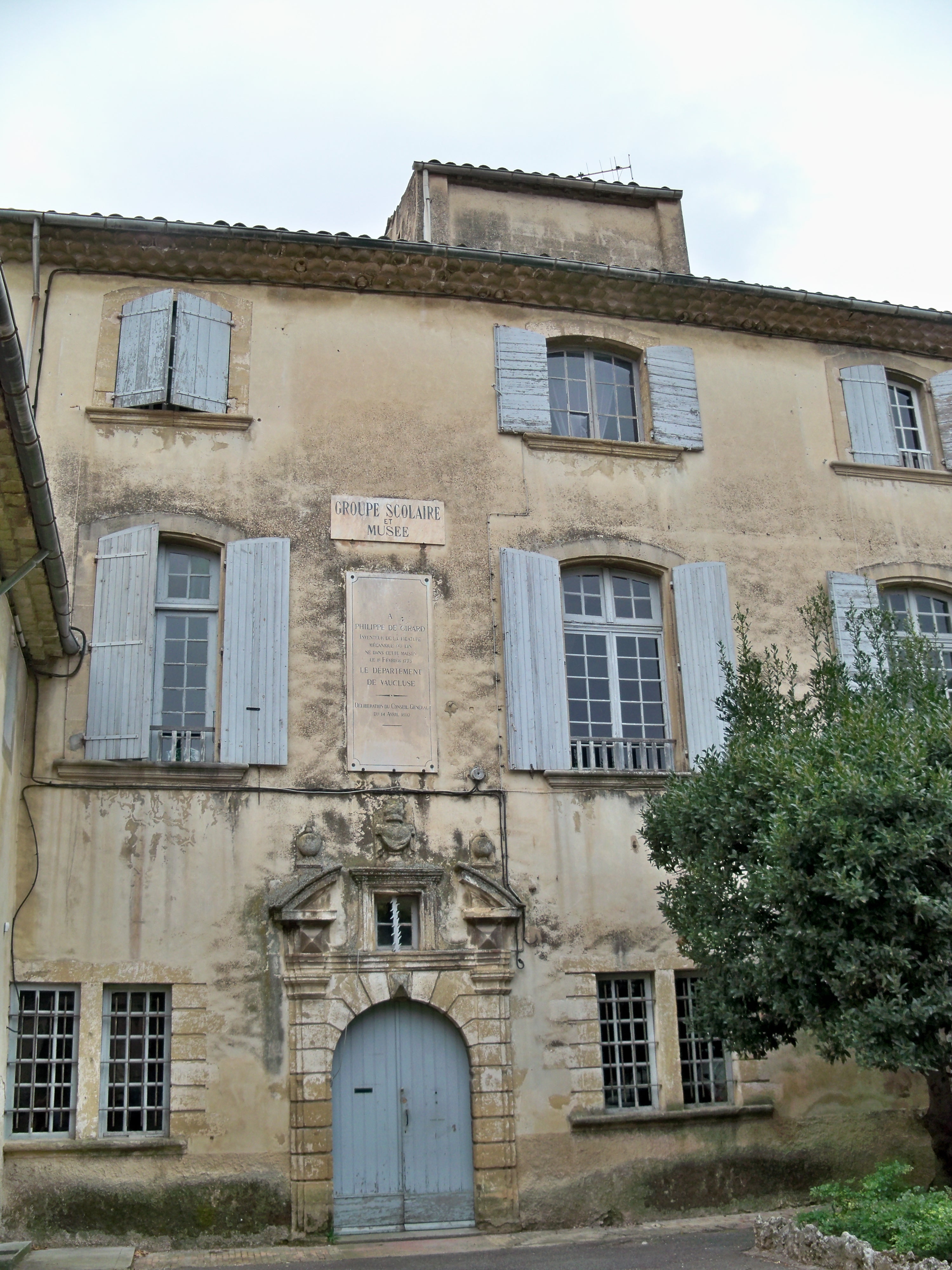
La casa de Philippe de Girard
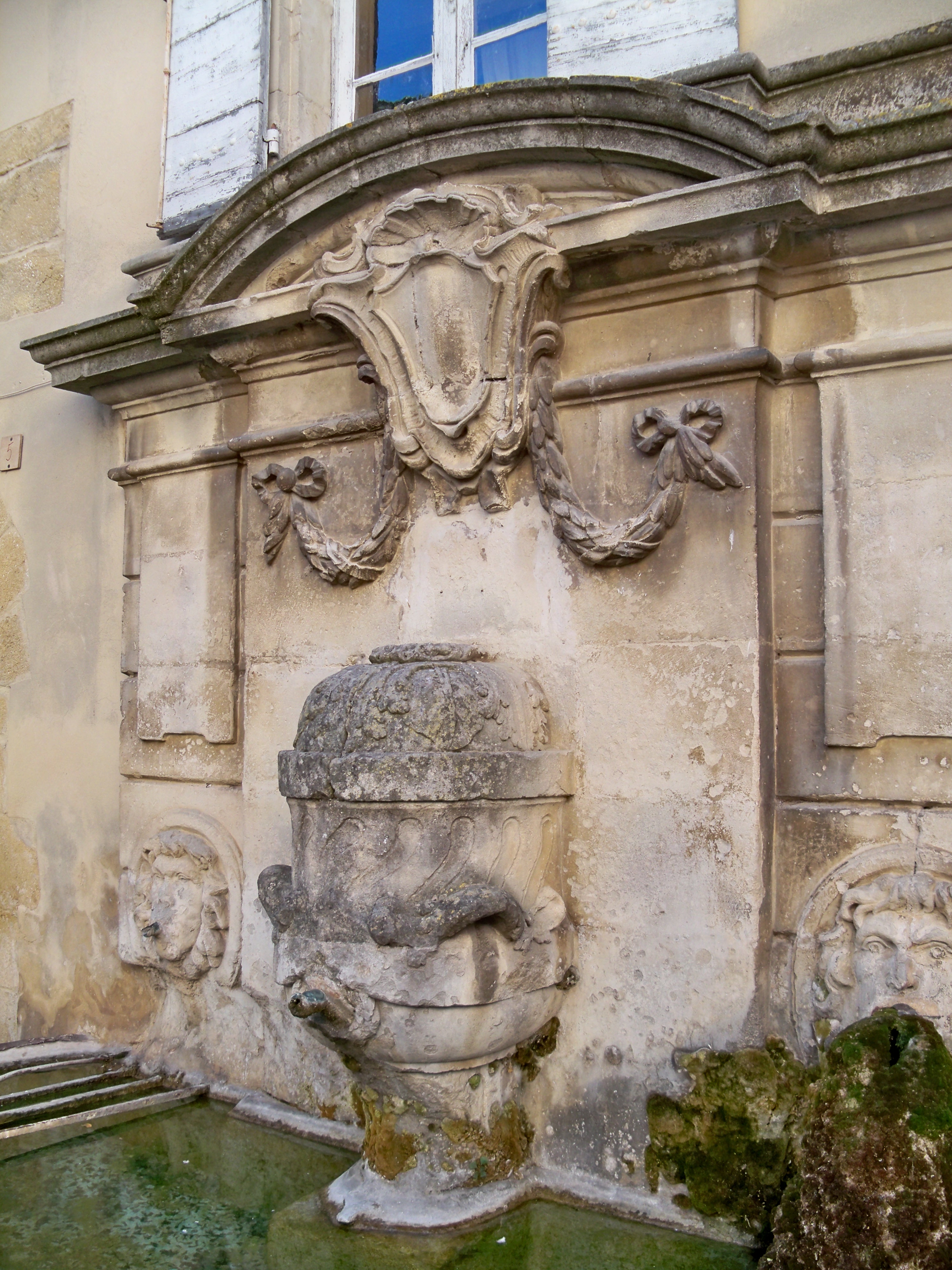
La font de la plaça
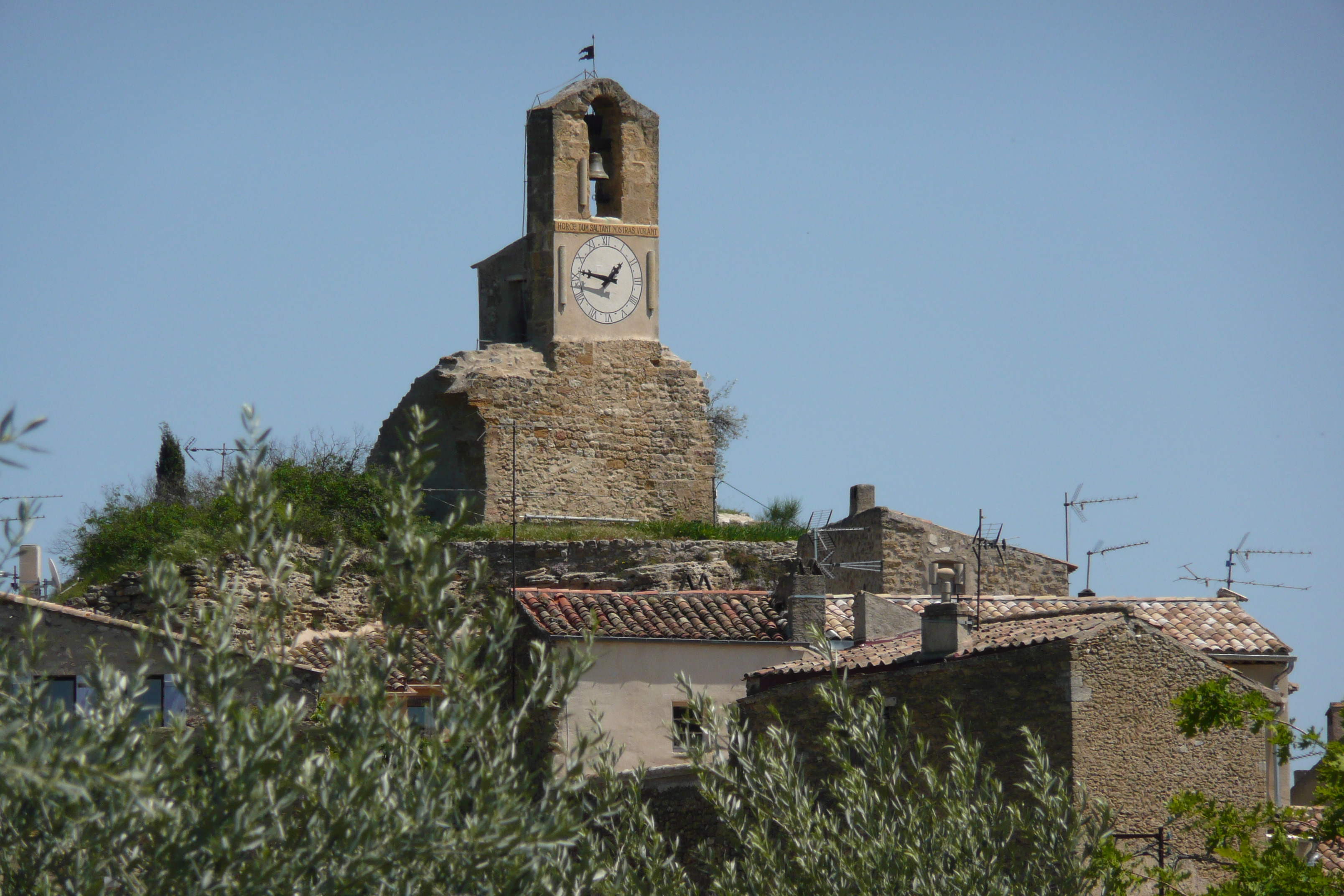
Campanar; El Castellas
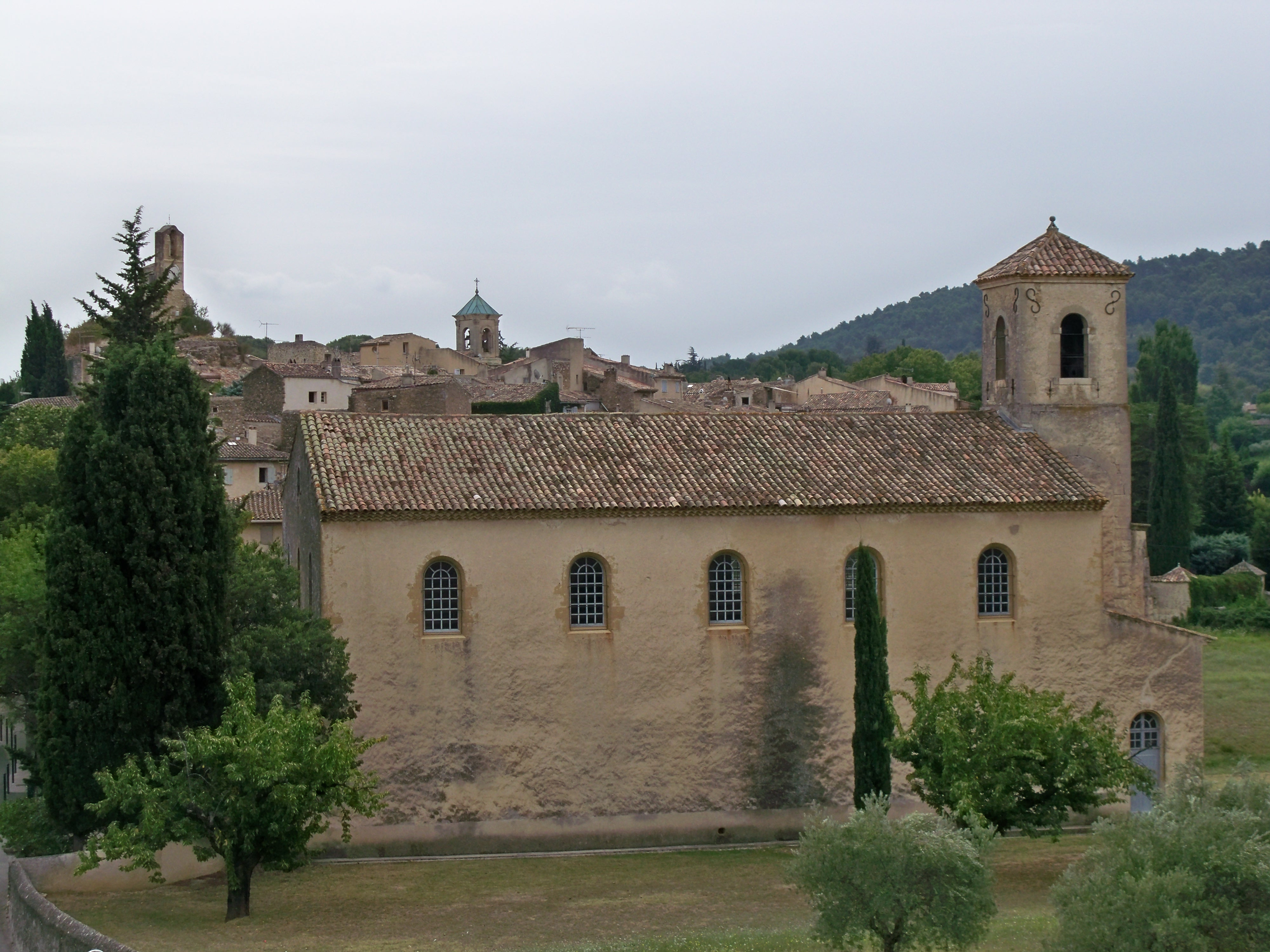
El temple
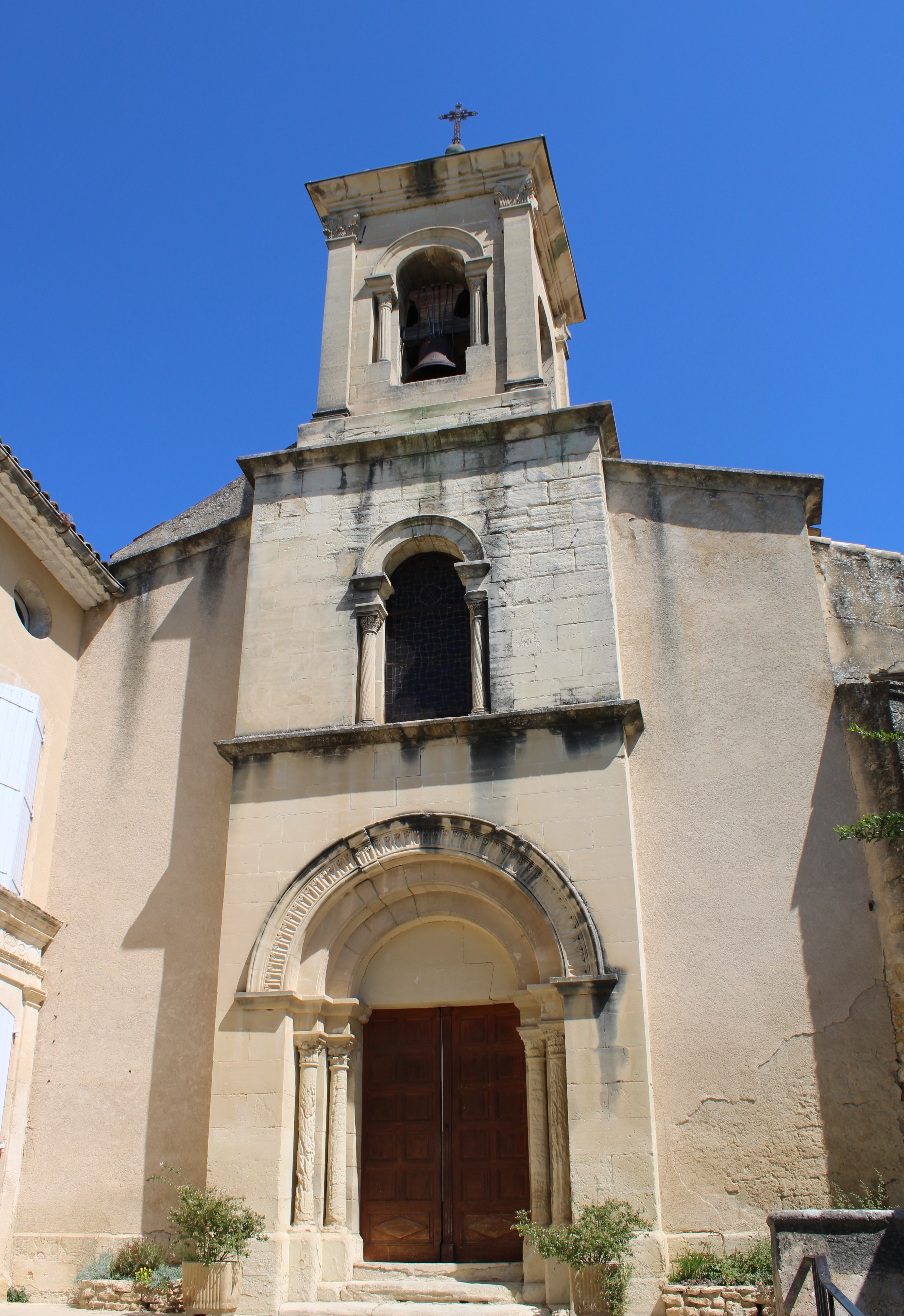
Esglesia de Saint-André i Saint-Trophime
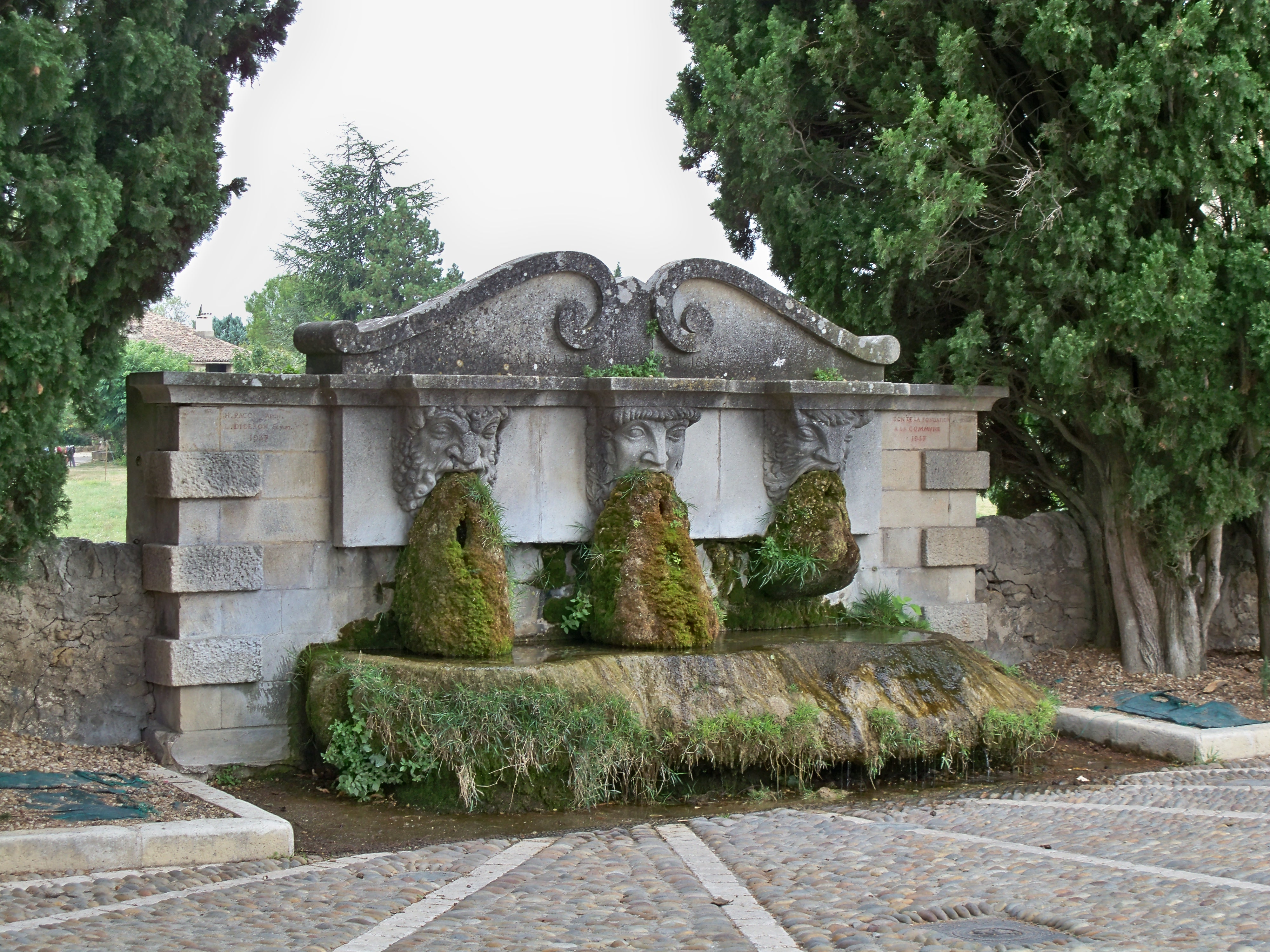
Font de les tres màscares
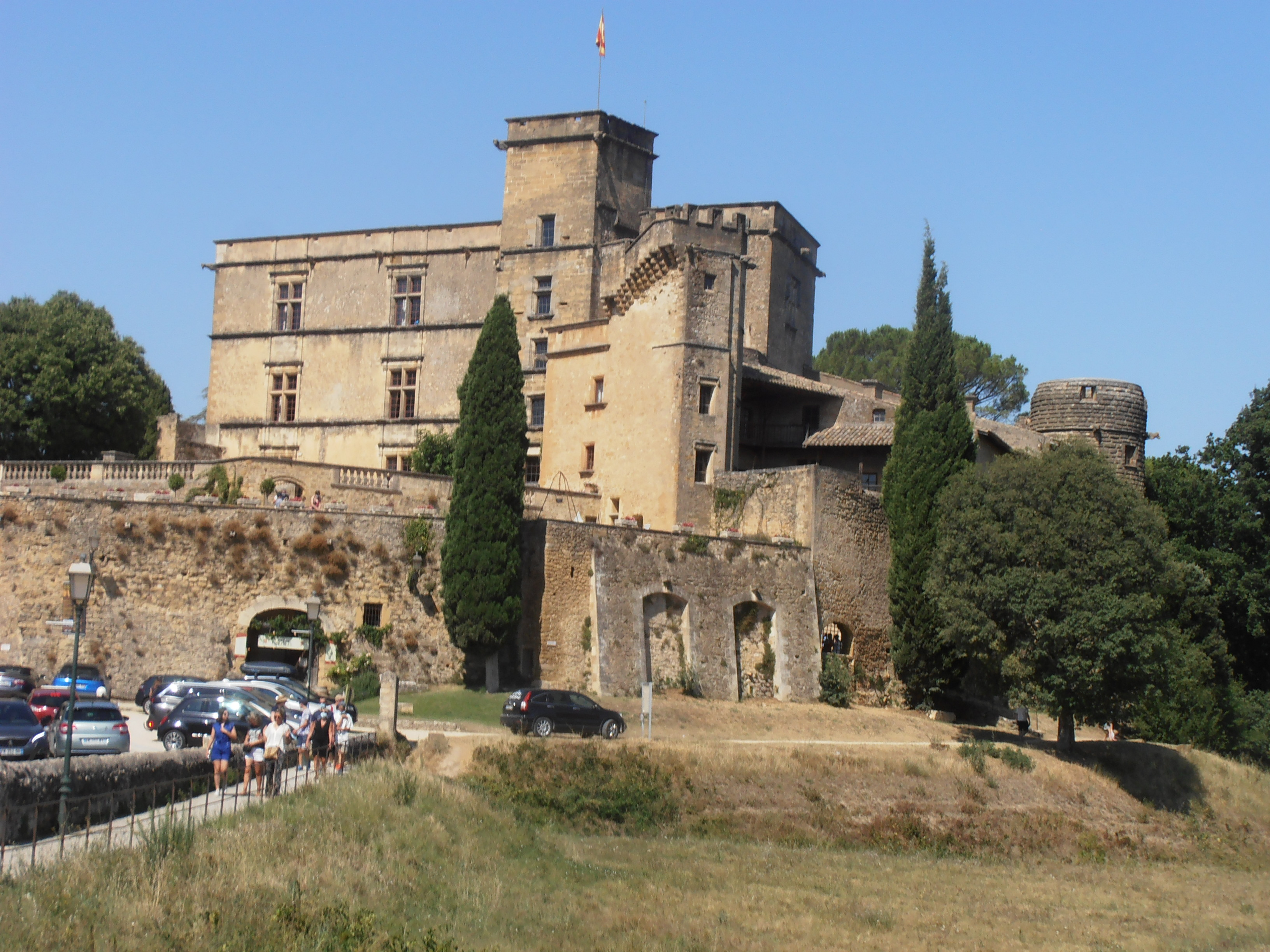
El castell
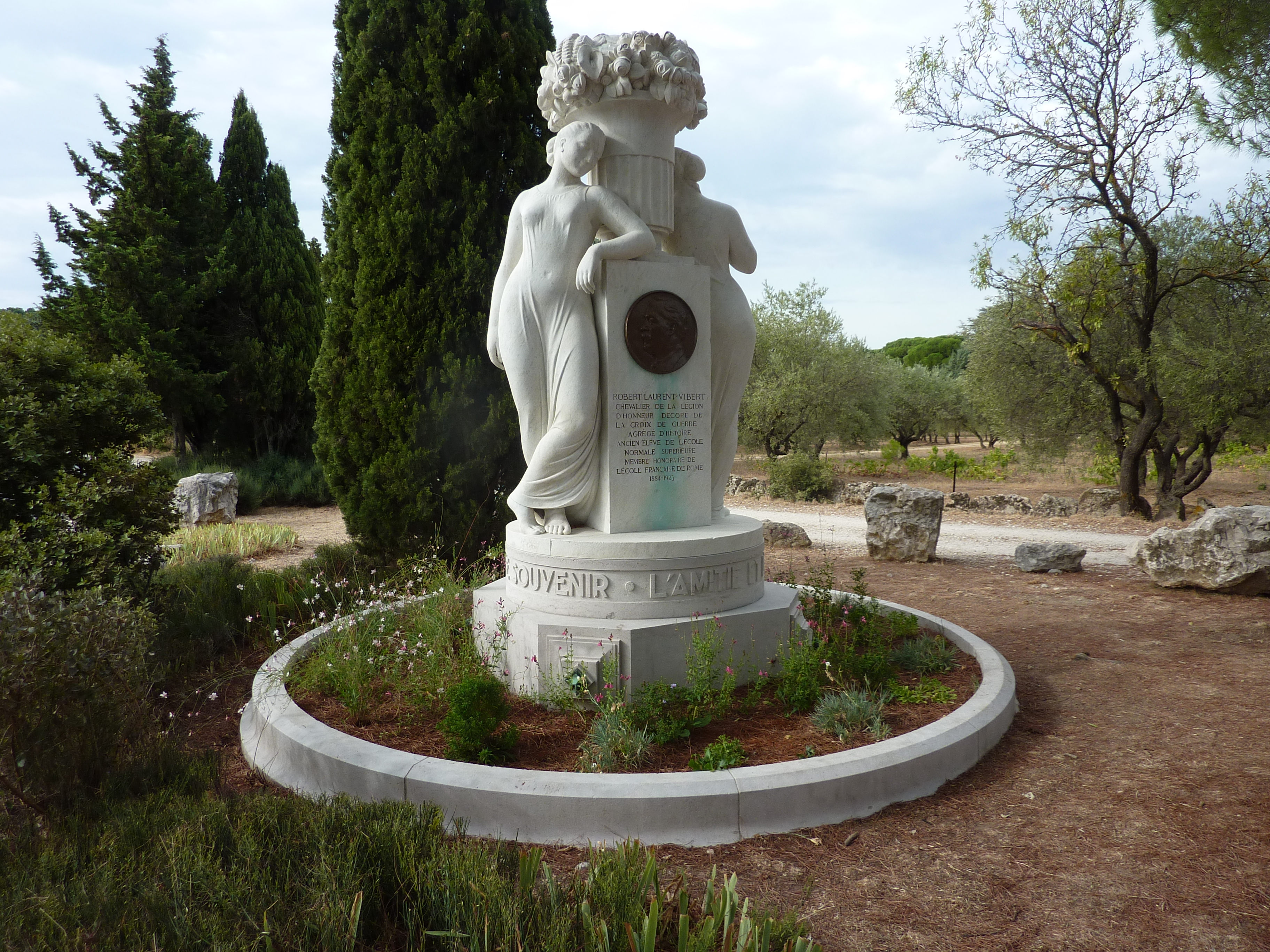
Estatua de Robert Laurent Vibert als jardins del castell
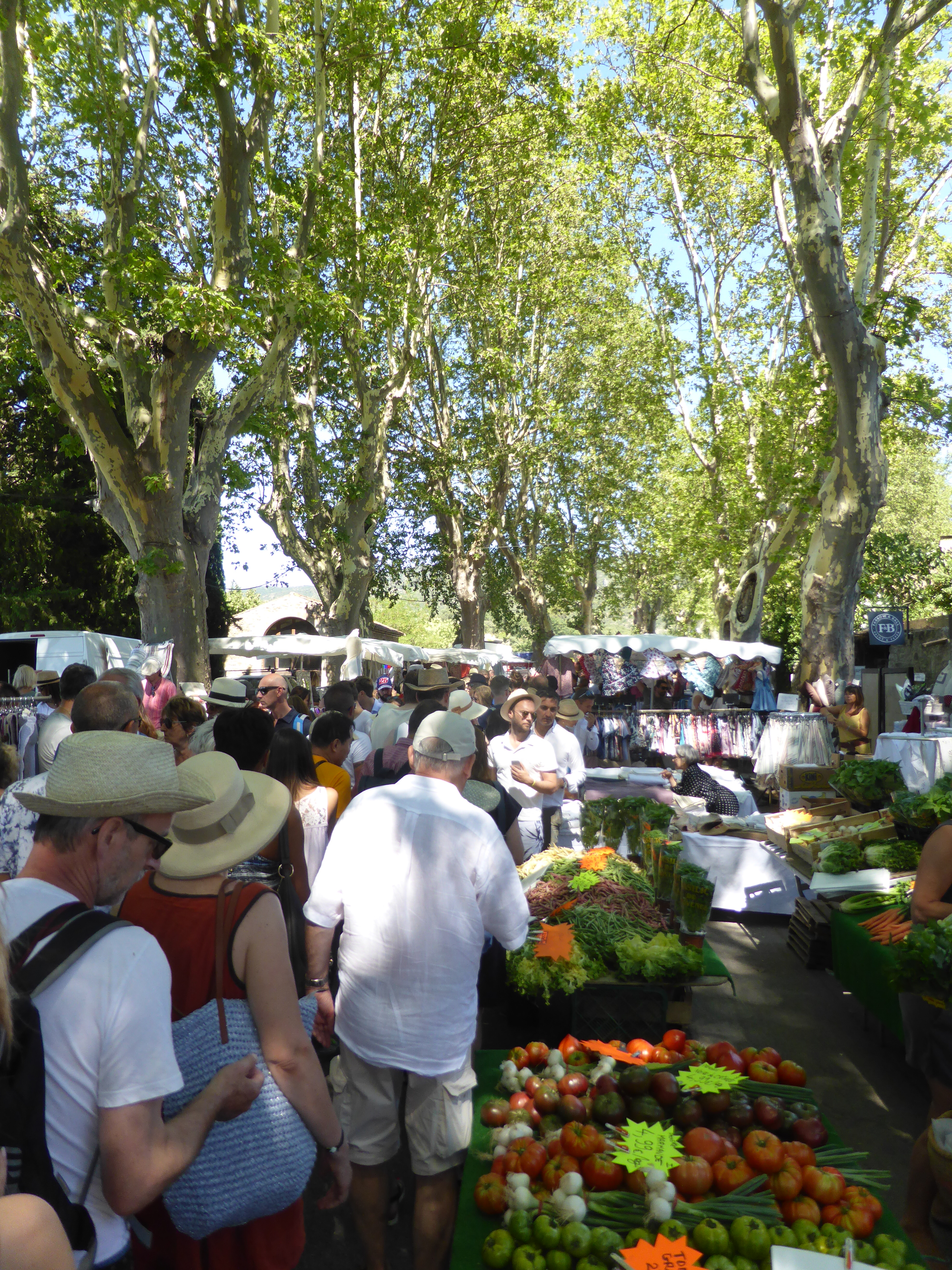
Dia de mercat
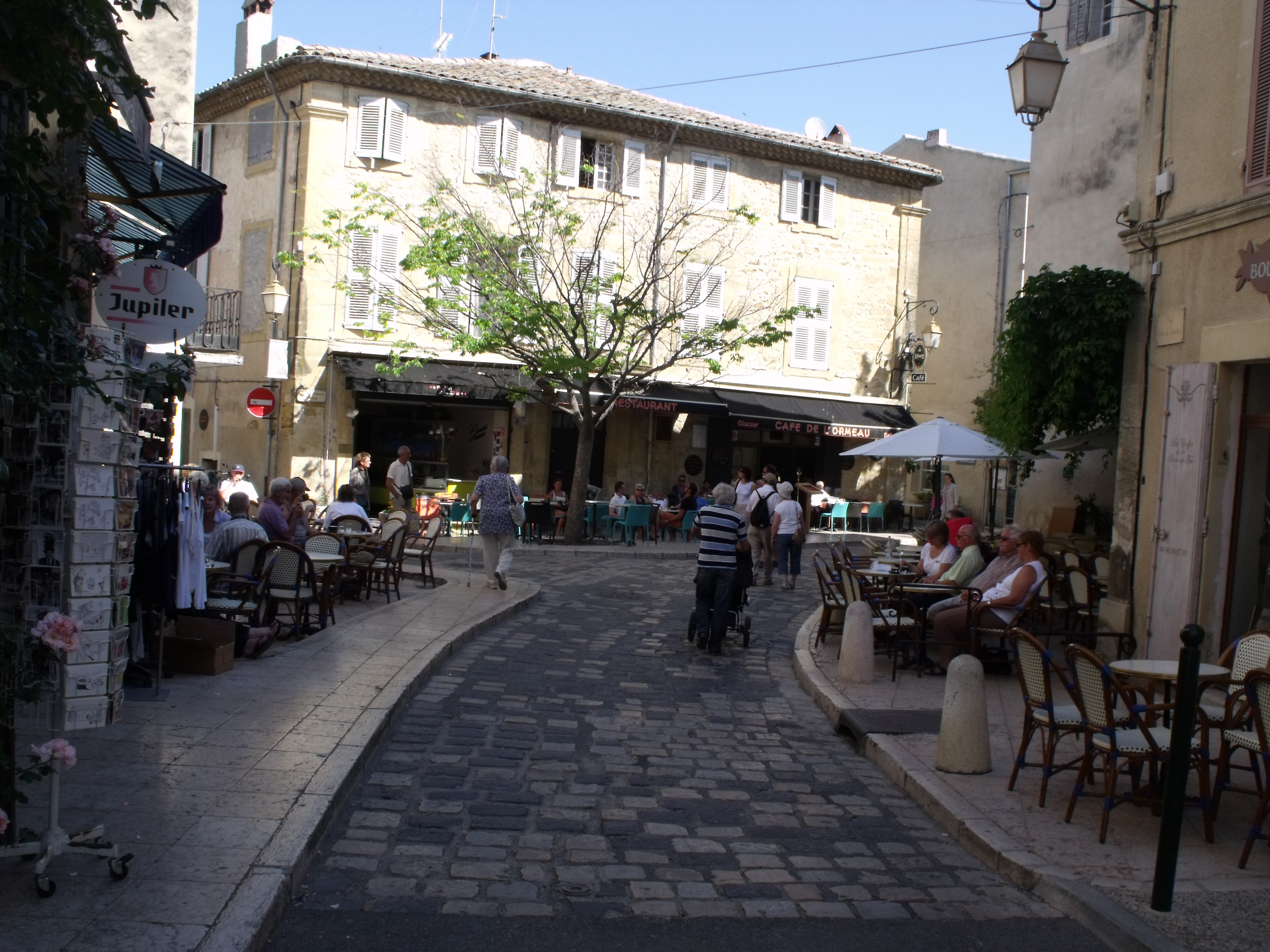
Lormarin; cafès restaurants (ambient)
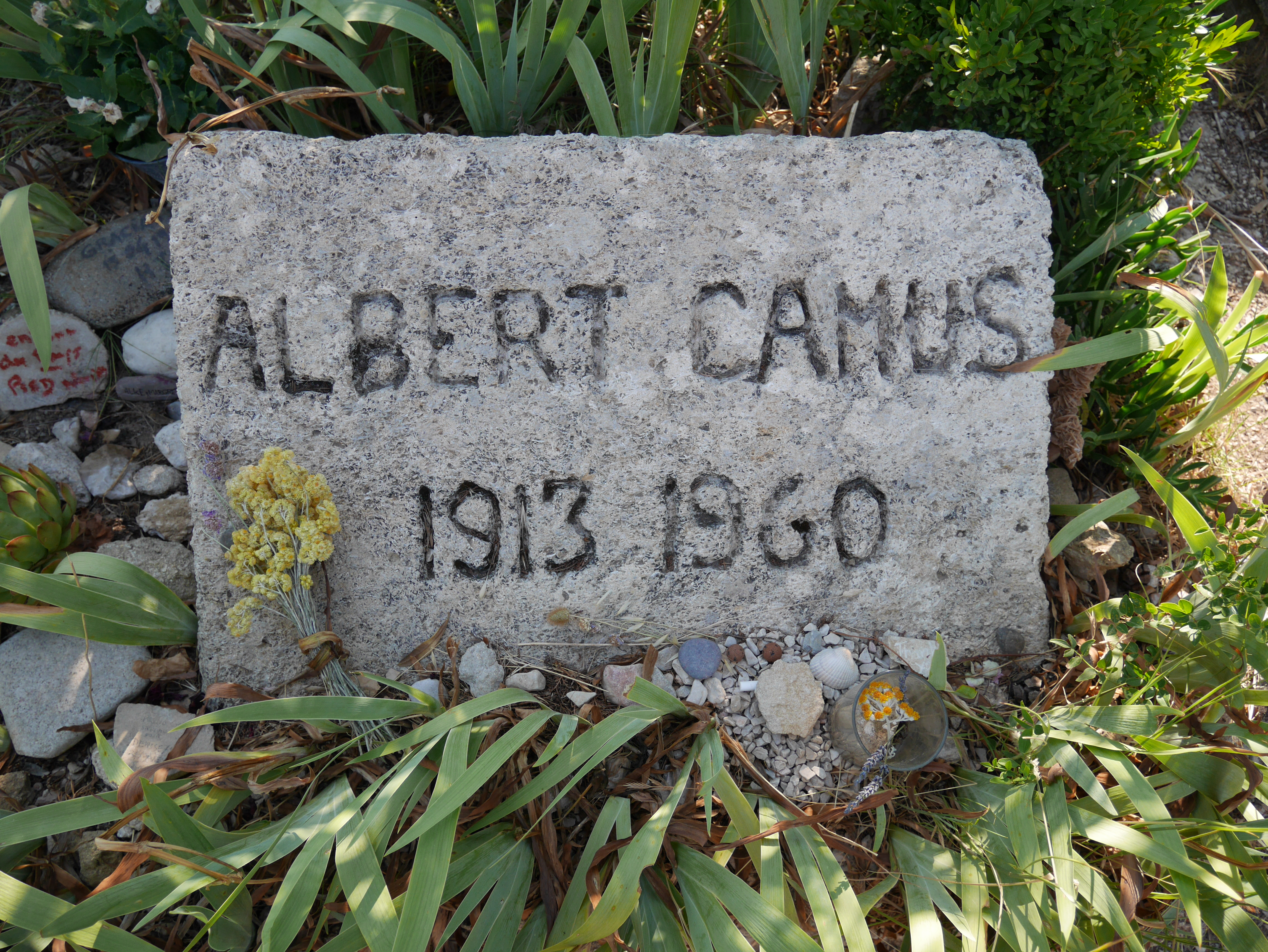
Tomba Albert Camus
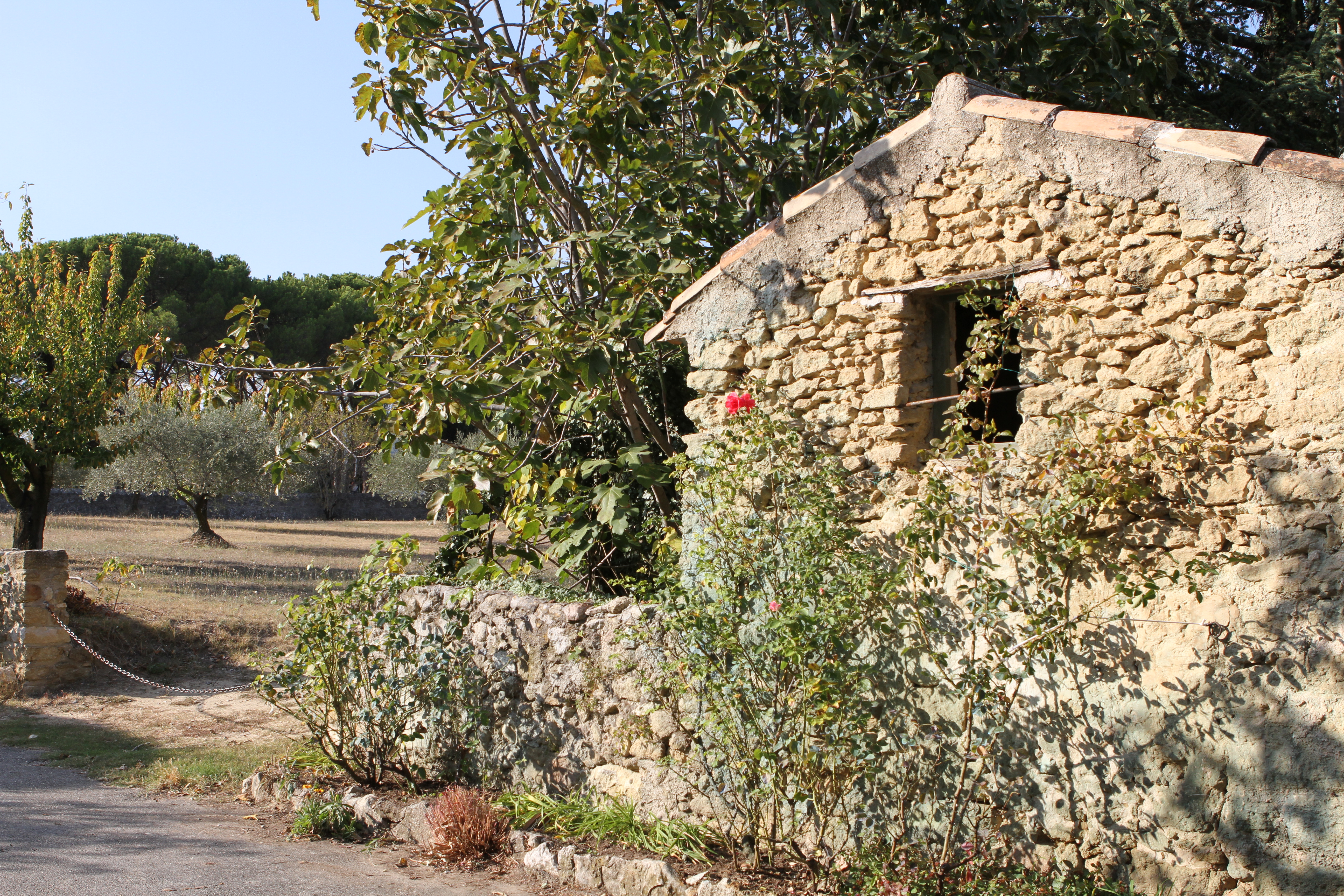
Voltants agrícoles de Lormarin